# منتجع وادي عشار
منتجع وادي عشار هو منتجع هابيتاس الذي يعد من المنتجعات السياحية السعودية المعروفة في محافظة العلا، ويجذب الكثير من السياح من مختلف الأماكن حول العالم.

## موقع المنتجع
يقع منتجع وادي عشار العلا في مدينة العلا، ويبعد بحوالي 6 كم من مركز المدينة. و يطل على جبال العلا.

## خدمات المنتجع
يتوفر في منتجع عشار مجموعة من الفلل المتنوعة، فيلا ذات ثلاث غرف نوم، وفيلا بغرفتي نوم، وغرف فردية. ويقدم العديد من الخدمات، و منها:
- كل وحدة تحتوي على فناء واسع وتكييف وتلفزيون بشاشة مسطحة كبيرة وحمام خاص مع دش ومجفف شعر.
- موقف سيارات مجاني.
- منطقة للتشمُّس.
- الاطلالة غرف النوم على جبال العلا.

## تطوير المجتمع
لقد أعلنت الهيئة الملكية لمحافظة العلا والعلامة الفندقية العالمية هابيتاس القيام بأعمال البناء الخاصة بتطوير منتجع وداي عشار الذي سيضم 100 غرفة، و أن التطوير سيكون على مرحلتين:
- المرحلة الأولى انتهت في الربع الأول من 2021م، مع الالتزام بالحفاظ على النمط الطبيعي للمنطقة، و شملت تطوير 50 غرفة.
- المرحلة الثانية تنتهي في النصف الثاني من 2022م. و التي سيكتمل فيها العدد النهائي للغرف والبالغ 100 غرفة.